# Bandera de Quebec
La bandera de Quebec (del francés: Drapeau du Québec), también llamada Fleurdelisé, es la bandera nacional de la provincia canadiense de Quebec. Está dividida en cuatro partes de color azul por una cruz de color blanco. En cada una de estas cuatro partes tiene una flor de lis blanca que es la flor de esta provincia.
La flor de lis ha sido un símbolo tradicional de Francia desde la época medieval y ha representado a la realeza del país galo. El símbolo fue adoptado por los quebequenses en 1948 por su herencia y afinidad cultural francesa. Anteriormente, cuando Canadá era parte del Imperio británico, su bandera era otra, basada en la enseña británica.

Bandera de Quebec (1868-1948)

La Fleurdelisé se iza en todo el mundo donde se encuentran ubicadas delegaciones y oficinas de Quebec en el extranjero.

## Descripción
La descripción heráldica de la bandera es: «de azur a la cruz de argén cantoneada por cuatro flores de lis del mismo».
En heráldica, azur hace referencia al color azul, mientras que argén hace referencia al color blanco.

## Simbolismo

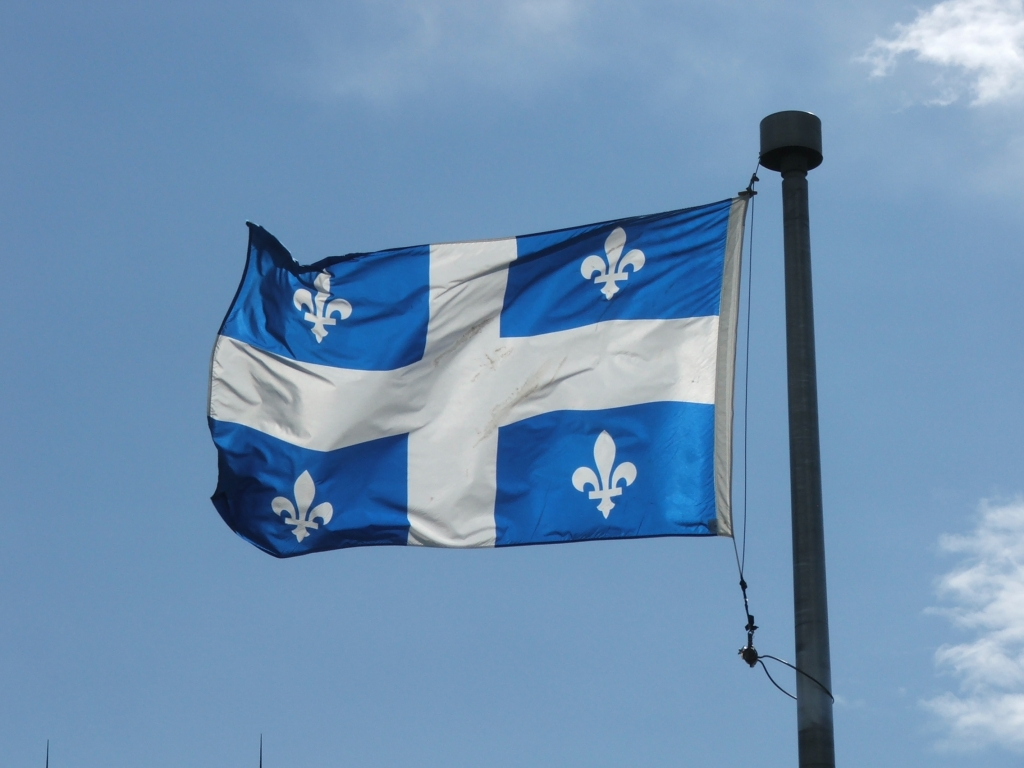
La bandera de Québec ondea sobre el Château Frontenac.

De color blanco, la cruz representa al catolicismo, religión mayoritaria tanto de Francia como de Quebec. Centrada y recta, es típica de los antiguos reinos de Europa occidental. El uso de cruces blancas en las banderas francesas data del siglo XIII y el XIV.
En cuanto al «Carillón», antepasado directo de la Fleurdelisé, el azul simbolizaba originalmente a la Virgen María. Lejos gradualmente de su simbolismo original, el color de la bandera se fue haciendo mucho más oscuro a medida que pasaban los años. Se han documentado banderas azules con cruces blancas en Francia, como símbolos militares o de la Marina Mercante en el siglo XVI. El fondo de color azul real recuerda el color del escudo de armas de los soberanos que gobernaron Francia durante la dominación francesa en América.

## Estatus
El artículo 2 de la Ley relativa a la bandera y emblemas de Quebec atribuye la condición de «emblema nacional» a la bandera de Quebec.

## Protocolo
La proporción oficial de la bandera es de 2:3, pero hay una variante de 1:2 la cual se usa cuando la bandera ondea junto a la bandera de Canadá con respecto a la convención oficial de que dos o más banderas ondeando juntas deben tener las mismas dimensiones. Las banderas de otras provincias canadienses que tienen una proporción diferente de 1:2 existen igualmente en una variante 1:2.

### Izado y saludo a la bandera
Durante el izado de la bandera, se debe hacerlo en un movimiento rápido y firme. Sin embargo, cuando se reduce, debe hacerse lentamente y con cuidado. Después de izar la bandera, a los participantes se les pide que guarden un minuto de silencio. Entonces, una persona debe recitar la fórmula de salutación a la bandera:
En francés:

« Drapeau du Québec, salut!

À toi mon respect, ma fidélité, ma fierté.

Vive le Québec !

Vive son drapeau ! »

Traducción aproximada al español:

« Bandera de Quebec, ¡te saludo!

A ti mi respeto, mi lealtad, mi orgullo.

¡Viva Quebec!

¡Viva su bandera! »